# Teluk Kuali
Teluk Kuali is een bestuurslaag in het regentschap Tebo van de provincie Jambi, Indonesië. Teluk Kuali telt 3639 inwoners (volkstelling 2010).